# Siniša Anđelković
Siniša Anđelković (Kranj, 13 de febrero de 1986) es un futbolista esloveno. Juega de defensa. Fue internacional absoluto por la selección de Eslovenia entre 2011 y 2015.

## Carrera
Andelkovic comenzó su carrera en el Triglav Kranj, equipo de su ciudad natal y en 2008 se marchó al Drava Ptuj, con quien debutó en la 1.SNL

### Maribor
Durante el mercado de invierno de la temporada 2009-10, el NK Maribor fichó a Siniša. En el Maribor jugó treinta partidos y marcó 2 goles.

### Palermo
En diciembre de 2010 fue fichado por el US Città di Palermo, que lo cedió las dos primeras temporadas al Ascoli y al Modena FC. Tras el descenso del Palermo a la Serie B, se hizo con un hueco en el equipo titular del equipo italiano, y jugando posteriormente tras el ascenso del club a la Serie A.

### Venezia
Tras un nuevo descenso del Palermo en la temporada 2016-17 y debido a que también había perdido su puesto en el once titular, fichó por el Venezia FC.

## Clubes
| Club            | País      | Año       |
| --------------- | --------- | --------- |
| Triglav Kranj   | Eslovenia | 2004-2008 |
| Drava Ptuj      | Eslovenia | 2008-2009 |
| Maribor         | Eslovenia | 2010      |
| Palermo         | Italia    | 2011-2017 |
| Ascoli (cesión) | Italia    | 2011-2012 |
| Modena (cesión) | Italia    | 2012-2013 |
| Venezia         | Italia    | 2017-2019 |
| Padova          | Italia    | 2019-2022 |